# Quinton Byfield
Quinton Byfield (* 19. August 2002 in Newmarket, Ontario) ist ein kanadischer Eishockeyspieler, der seit Oktober 2020 bei den Los Angeles Kings in der National Hockey League unter Vertrag steht. Das Team hatte den Angreifer im NHL Entry Draft 2020 an zweiter Position ausgewählt.

## Karriere
Quinton Byfield wurde in Newmarket geboren und spielte in seiner Jugend unter anderem für die York Simcoe Express sowie die Newmarket Hurricanes in regionalen Juniorenligen. Zur Saison 2018/19 wechselte er in die Ontario Hockey League (OHL), die ranghöchste Nachwuchsspielklasse seiner Heimatprovinz, und lief dort fortan für die Sudbury Wolves auf. In seinem ersten Jahr verzeichnete der Angreifer dort 61 Scorerpunkte in 64 Spielen, sodass er mit dem Emms Family Award als bester Rookie der Liga ausgezeichnet und zudem ins OHL All-Rookie Team gewählt wurde. Wenig später wurde er von Seiten der Canadian Hockey League (CHL) auch zum CHL Rookie of the Year gekürt, als bester Neuling aller drei Top-Juniorenligen. Zur folgenden Spielzeit 2019/20 steigerte er seine persönliche Statistik deutlich auf 82 Punkte aus 45 Partien, sodass man ihn im OHL Third All-Star Team berücksichtigte. Im anstehenden NHL Entry Draft 2020 galt er dann, auch nach zwischenzeitlicher Teilnahme am CHL Top Prospects Game, als eines der vielversprechendsten Talente und wurde dort letztlich an zweiter Position von den Los Angeles Kings ausgewählt.
Die Kings statteten Byfield im Oktober 2020 mit einem Einstiegsvertrag aus, bevor er, nach dem durch die COVID-19-Pandemie verzögerten Start in die Saisons 2020/21, schließlich im Februar 2021 sein Profidebüt für die Ontario Reign in der American Hockey League (AHL) gab. Beim Farmteam der Kings sammelte er erste Erfahrungen, bevor er im April 2021 auch zu seinem Einstand für Los Angeles in der National Hockey League (NHL) kam. In den beiden folgenden Spielzeit 2021/22 und 2022/23 lief Byfield bereits überwiegend in der NHL auf, kam jedoch weiterhin sporadisch bei den Reign in der AHL zum Einsatz. Mit Beginn der Saison 2023/24 etablierte er sich schließlich endgültig im NHL-Aufgebot der Kings und beendete seine erste komplette Spielzeit mit 55 Punkten in 80 Partien. Anschließend unterzeichnete er im Juli 2024 einen neuen Fünfjahresvertrag in Los Angeles, der ihm ein durchschnittliches Jahresgehalt von 6,25 Millionen US-Dollar einbringen soll.

### International
Auf internationaler Ebene debütierte der Angreifer bei der World U-17 Hockey Challenge 2018 und belegte dort mit dem Team Canada Black dem fünften Platz. Es folgte eine Silbermedaille beim Hlinka Gretzky Cup 2019, bevor er mit der kanadischen U20-Nationalmannschaft die Goldmedaille bei der U20-Weltmeisterschaft 2020 gewann. Die Titelverteidigung im Folgejahr scheiterte im Endspiel durch eine 0:2-Niederlage gegen die Vereinigten Staaten, sodass er mit dem Team die Silbermedaille errang.

## Erfolge und Auszeichnungen
| - 2019 Emms Family Award - 2019 OHL First All-Rookie Team - 2019 CHL Rookie of the Year | - 2020 Teilnahme am CHL Top Prospects Game - 2020 OHL Third All-Star Team |

### International
- 2019 Silbermedaille beim Hlinka Gretzky Cup
- 2020 Goldmedaille bei der U20-Weltmeisterschaft
- 2021 Silbermedaille bei der U20-Weltmeisterschaft

## Karrierestatistik
Stand: Ende der Saison 2024/25

### International
Vertrat Kanada bei:
- World U-17 Hockey Challenge 2018
- Hlinka Gretzky Cup 2019
- U20-Weltmeisterschaft 2020
- U20-Weltmeisterschaft 2021

(Legende zur Spielerstatistik: Sp oder GP = absolvierte Spiele; T oder G = erzielte Tore; V oder A = erzielte Assists; Pkt oder Pts = erzielte Scorerpunkte; SM oder PIM = erhaltene Strafminuten; +/− = Plus/Minus-Bilanz; PP = erzielte Überzahltore; SH = erzielte Unterzahltore; GW = erzielte Siegtore; 1 Play-downs/Relegation; Kursiv: Statistik nicht vollständig)